# Ovčárská pahorkatina
Ovčárská pahorkatina je geomorfologický okrsek při východním okraji Nymburské kotliny, ležící v okresech Nymburk a Kolín.

## Poloha a sídla

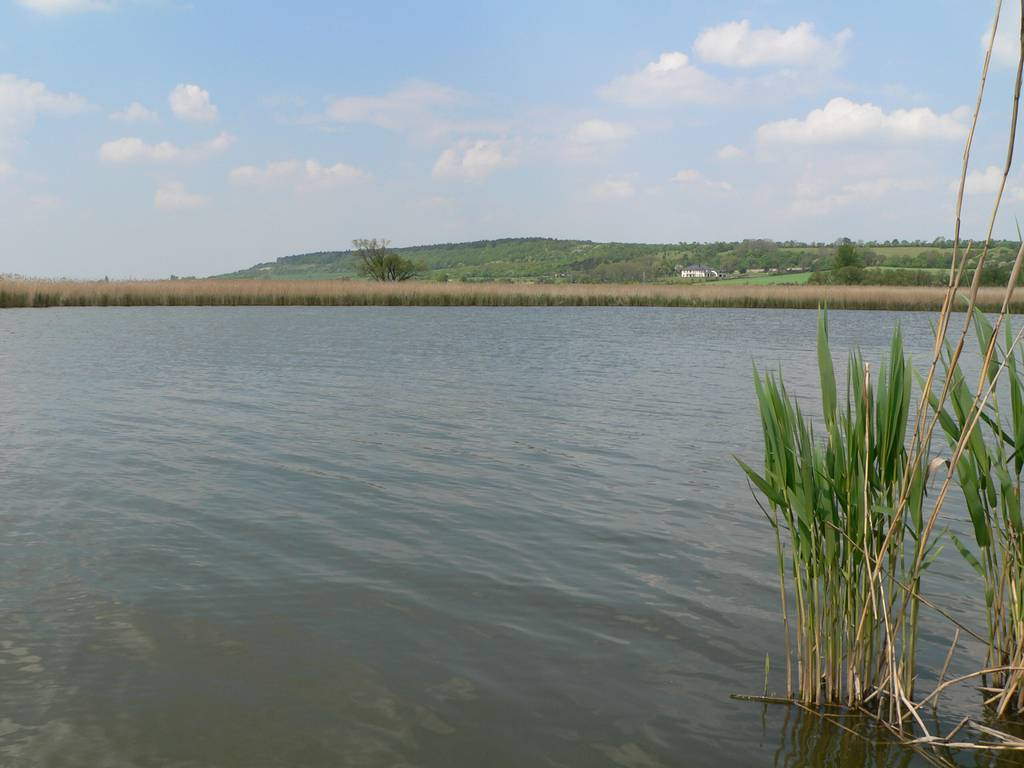
Žehuňský rybník, v pozadí vrch Báň

Území okrsku se nachází mezi Velenicemi na severu, okresním městem Kolínem na jihu a Žehuňskou oborou na východě. Zcela uvnitř okrsku leží větší obce Ovčáry, Býchory a Žehuň.

## Geomorfologické členění
Okrsek Ovčárská pahorkatina (dle značení Jaromíra Demka VIB–3A–4) náleží do celku Středolabská tabule a podcelku Nymburská kotlina. Dále se člení na podokrsky Senický stupeň na severu a Býchorská pahorkatina na jihu.
Pahorkatina sousedí s dalšími okrsky Středolabské tabule (Milovická tabule na severozápadě, Poděbradská rovina na západě, Labsko-klejnárská niva na jihu, Královéměstecká tabule na severovýchodě) a s celkem Východolabská tabule na jihovýchodě).

## Významné vrcholy
Nejvyšší bod Ovčárské pahorkatiny, potažmo celé Nymburské kotliny, je Oškobrh (285 m n. m.)
- Oškobrh (287 m), Senický stupeň
- Na Vinici (237 m), Býchorská pahorkatina